# Mallorquina (race bovine)
La mallorquina est une race bovine espagnole, plus précisément de l'île de Majorque. Elle est nommée vaca mallorquina en espagnol et en catalan.

## Origine
C'est une race originaire de l'île de Majorque et élevée exclusivement sur cette île.
Elle proviendrait de la branche fauve du rameau brun, diffusée dès l'Antiquité dans le monde méditerranéen. Depuis cette époque elle a été élevée en quasi autarcie, développant une grande adaptation à son milieu de vie. 
Le registre généalogique a été ouvert en 1999. En 2002, 12 taureaux et 127 vaches étaient inscrits. Une réflexion est menée pour gérer une faible population en maintenant une basse consanguinité. En 2013, l'effectif est remonté à 480 individus.

## Morphologie

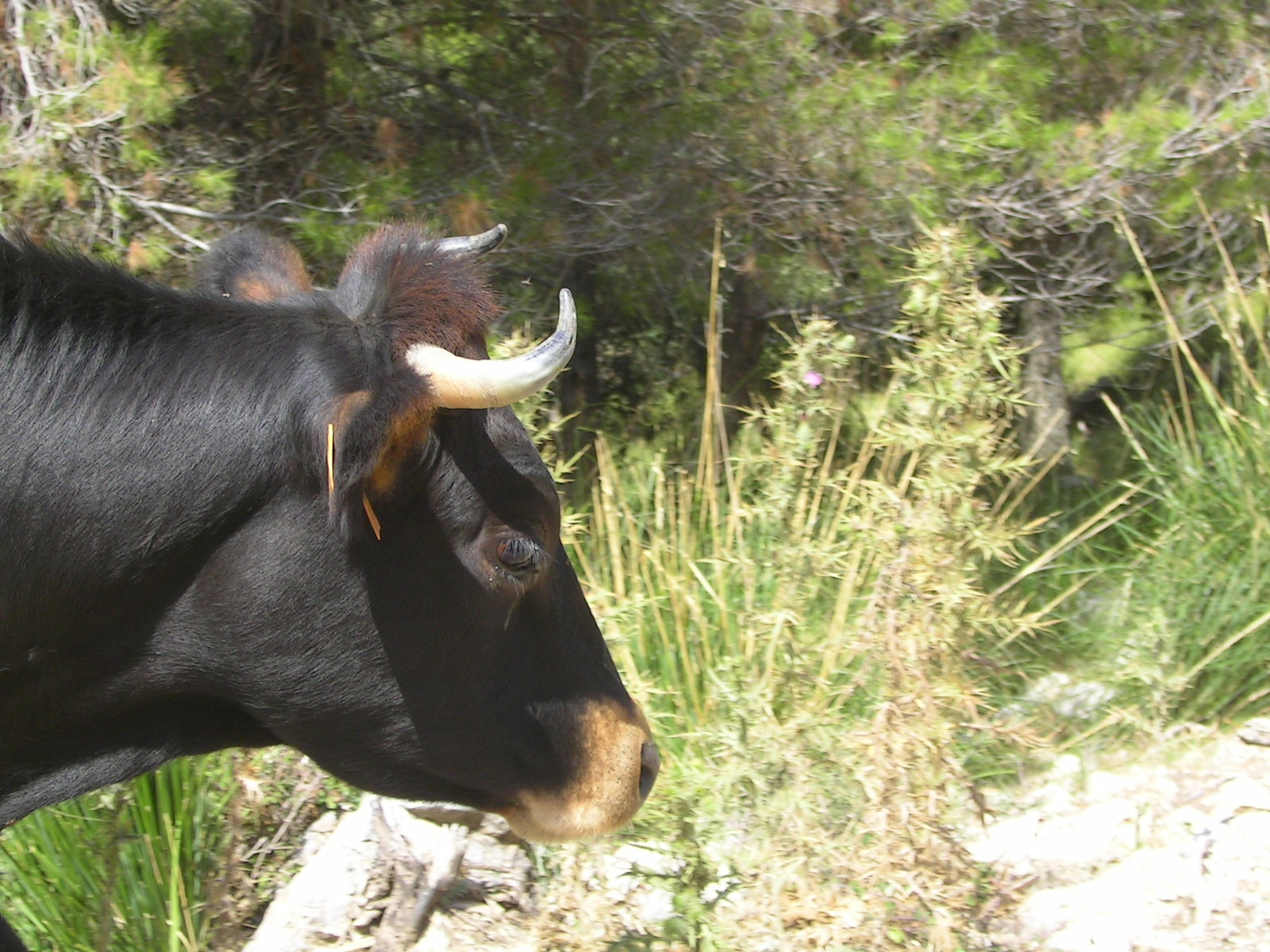
Tête de vache noire

Elle porte une robe fauve dont les nuances vont du fauve-roux au noir, gardant une raie plus claire le long de la ligne dorsale. 
C'est une race de taille moyenne et légère. La vache mesure 130 cm pour 325 kg et le taureau 140 cm pour 450 kg. 

## Aptitudes
C'est une race adaptée à son biotope depuis plus de 2000 ans. Son rôle principale est l'entretien de la végétation grâce à sa capacité à digérer du fourrage ligneux que d'autres animaux laissent. Accessoirement, les animaux de réforme ou surnuméraires sont destinés à la boucherie. 
La vache est fertile, vêle seule sans problème et nourrit bien son veau.

## Sources